# Manolete
Manuel Laureano Rodríguez Sánchez, mais conhecido como Manolete (Córdova, 4 de julho de 1917 – Linares, 29 de agosto de 1947), foi um toureiro espanhol.
Manolete ganhou destaque logo após a Guerra Civil Espanhola e é considerado por alguns como o maior toureiro de todos os tempos. Seu estilo era sóbrio e sério, com poucas concessões à galeria, e se sobressaiu com sua "suerte de matar"(maneira precisa de matar o touro). Criou e popularizou um passe com a muleta chamado "Manoletina", que normalmente é dado pouco antes de matar o touro com a espada. 
Manolete contribuiu para embelezar as touradas ao incluir movimentos em que era capaz de ficar quase imóvel quando o touro passava perto de seu corpo e, ao invés de dar os passes separadamente, permanecia no mesmo local e juntava quatro ou cinco passes consecutivos, em uma série compacta. 

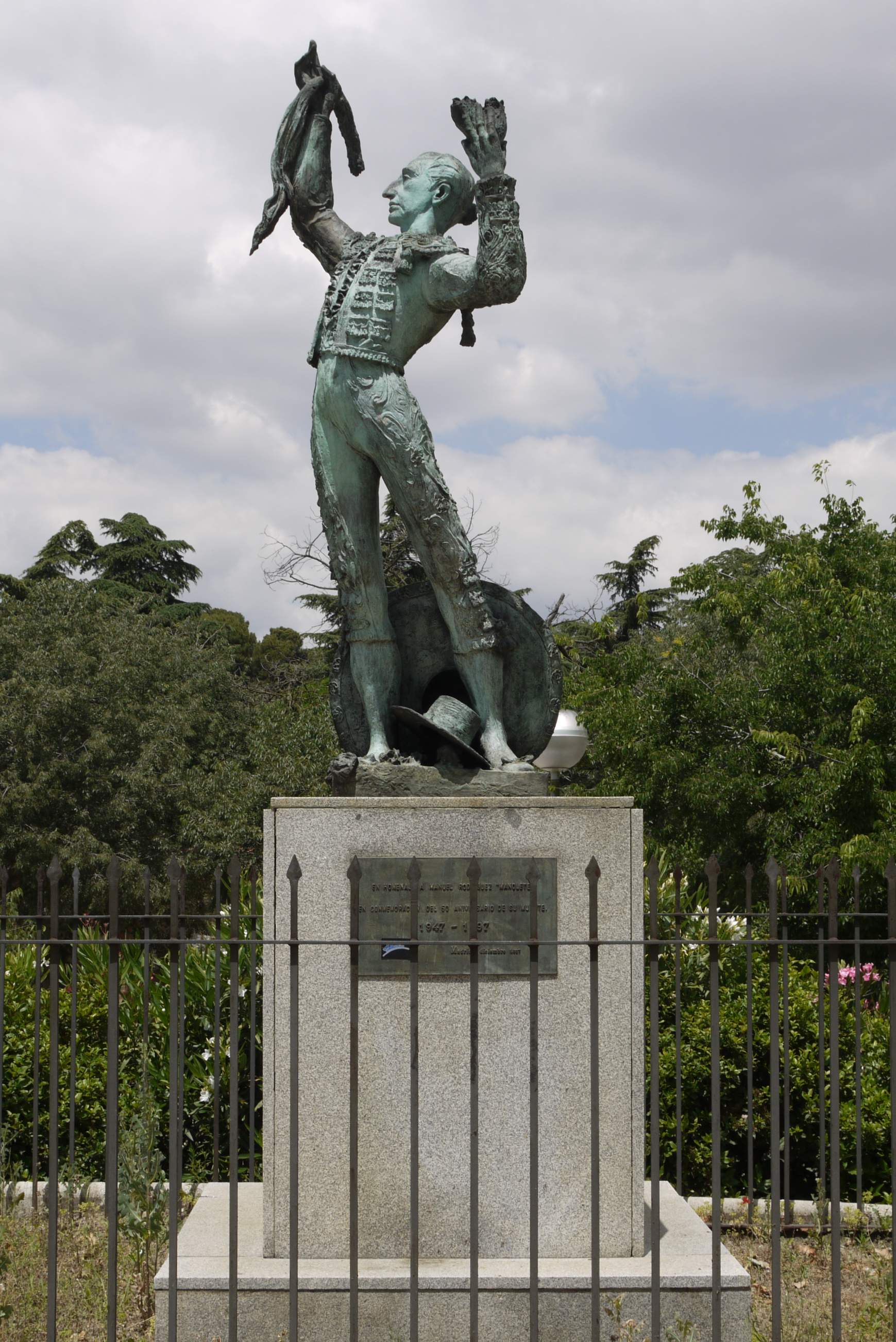
Estátua de Manolete em Madrid

Ele se apresentou em todas as principais praças de touros da Espanha, mas obteve seus maiores triunfos na Plaza de México. Ele morreu após levar uma chifrada na coxa direita, quando estava toureando o quinto touro do dia, um miura chamado Islero, um evento que deixou a Espanha em virtual estado de choque.
Manolete recebeu seu golpe fatal na cidade de Linares, onde apareceu ao lado de um toureiro em ascensão, chamado Luis Miguel Dominguín, que, após a morte de Manolete, proclamou ser o número um dos toureiros. 
Em respeito à morte de Manolete, o general Francisco Franco, ditador da Espanha, ordenou três dias de "luto nacional", durante os quais hinos fúnebres eram ouvidos no rádio.

## Filme
Em 2007 foi realizado um filme sobre a sua vida "Manolete - Sangue e Paixão", com Adrien Brody representando o Manolete. Penélope Cruz é Lupe, a mulher da sua vida.